# Gabriela (telenovela brasileña)
Gabriela es una telenovela brasileña producida y emitida por TV Globo, estrenada el 19 de junio de 2012. Adaptada del romance Gabriela, Cravo e Canela, de 1958, de Jorge Amado, y escrita por Walcyr Carrasco, con colaboración de Daniel Berlinsky y André Ryoki, dirigida por André Felipe Binder, Marcelo Travesso, Noa Bressane y André Barros, con dirección general de Mauro Mendonça Filho, y dirección de núcleo de Roberto Talma, es la segunda "novela de las once" a ser exhibida por la emisora. La versión más exitosa es la de 1975, con Sônia Braga.
Protagonizada por Juliana Paes e Humberto Martins y antagonizada por Laura Cardoso, Antônio Fagundes, José Wilker, Marcelo Serrado y Leona Cavalli

## Trama
La novela retrata la vida de Gabriela, una joven simple del interior bahiano que fue a Ilhéus para huir del seco norte. Joven sufrida, pero muy alegre, seducía a los hombres; la novela muestra el amor de Gabriela hacia un extranjero que no aceptaba su comportamiento, a veces ingenuo, a veces locamente sensual. Gabriela era una cabocla (hija de india con un blanco) peleadora y osada, que andaba descalza y con vestidos extremadamente cortos, y muy trabajadora.donde ella se inmiscuye en la vida de todos

## Elenco

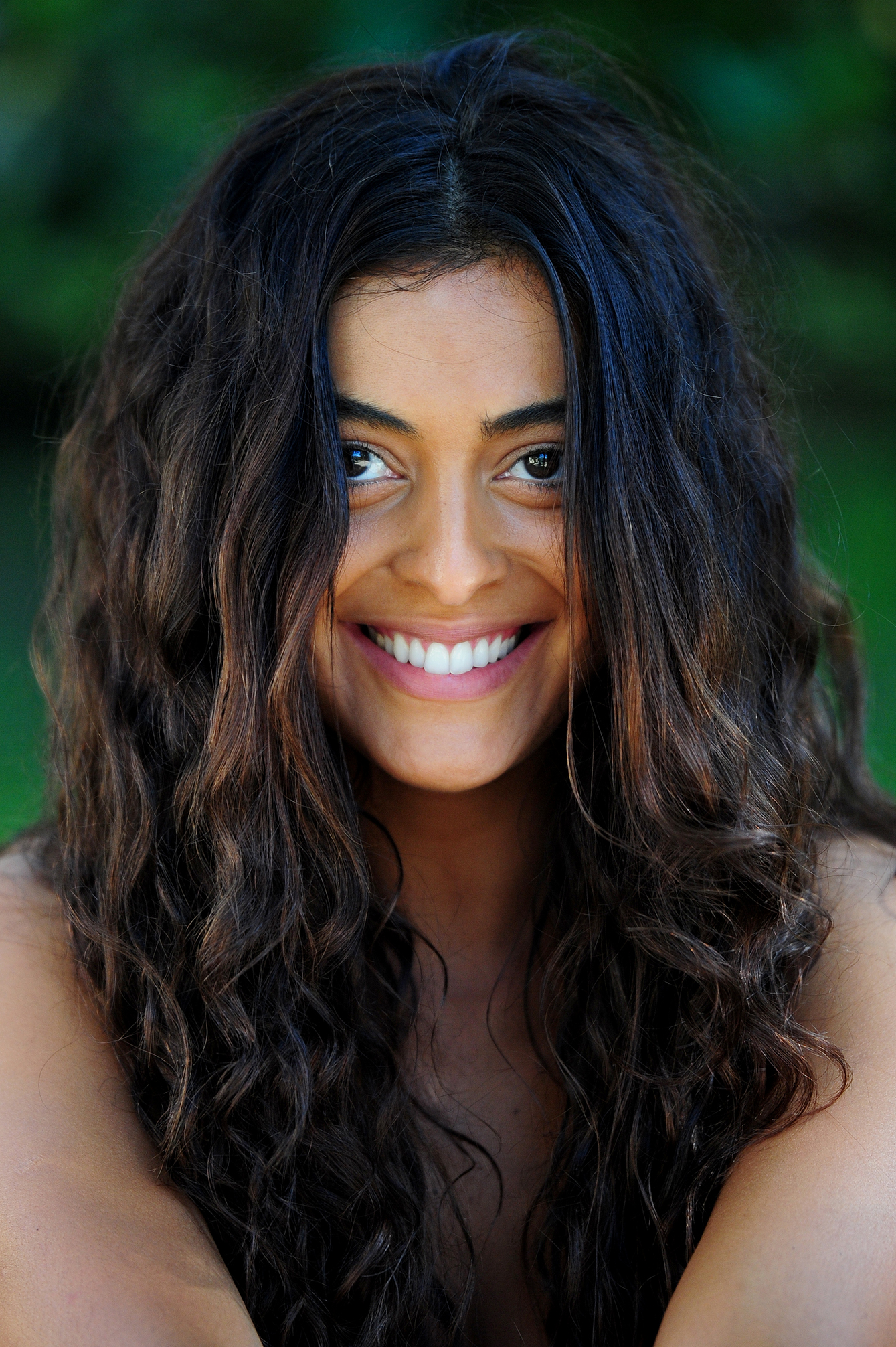
Juliana Paes interpretó a la protagonista Gabriela.

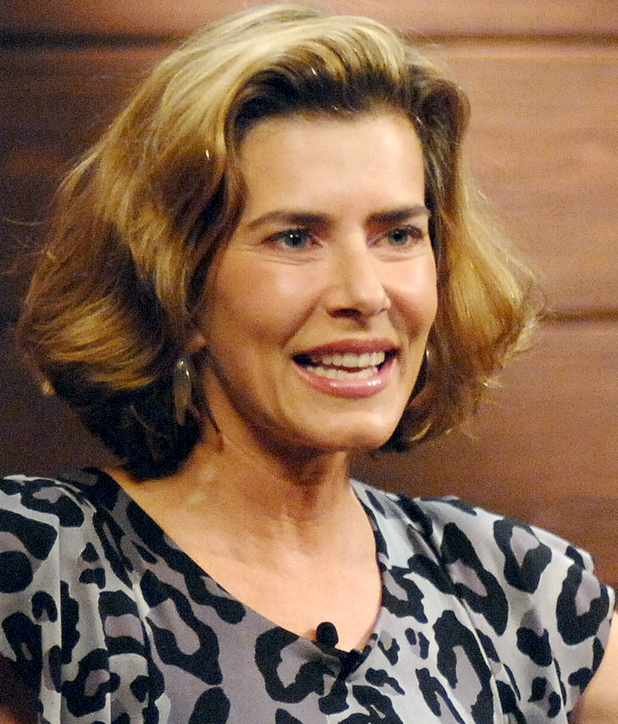
Maitê Proença interpretó a Sinhazinha Guedes Mendonça.

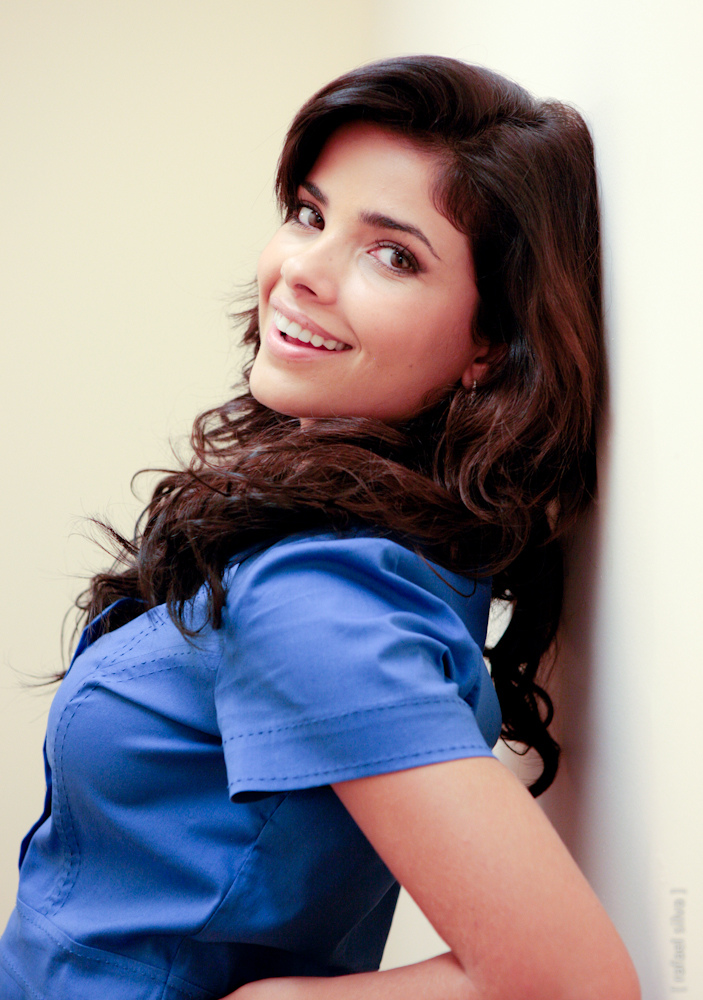
Vanessa Giácomo interpretó a Malvina.

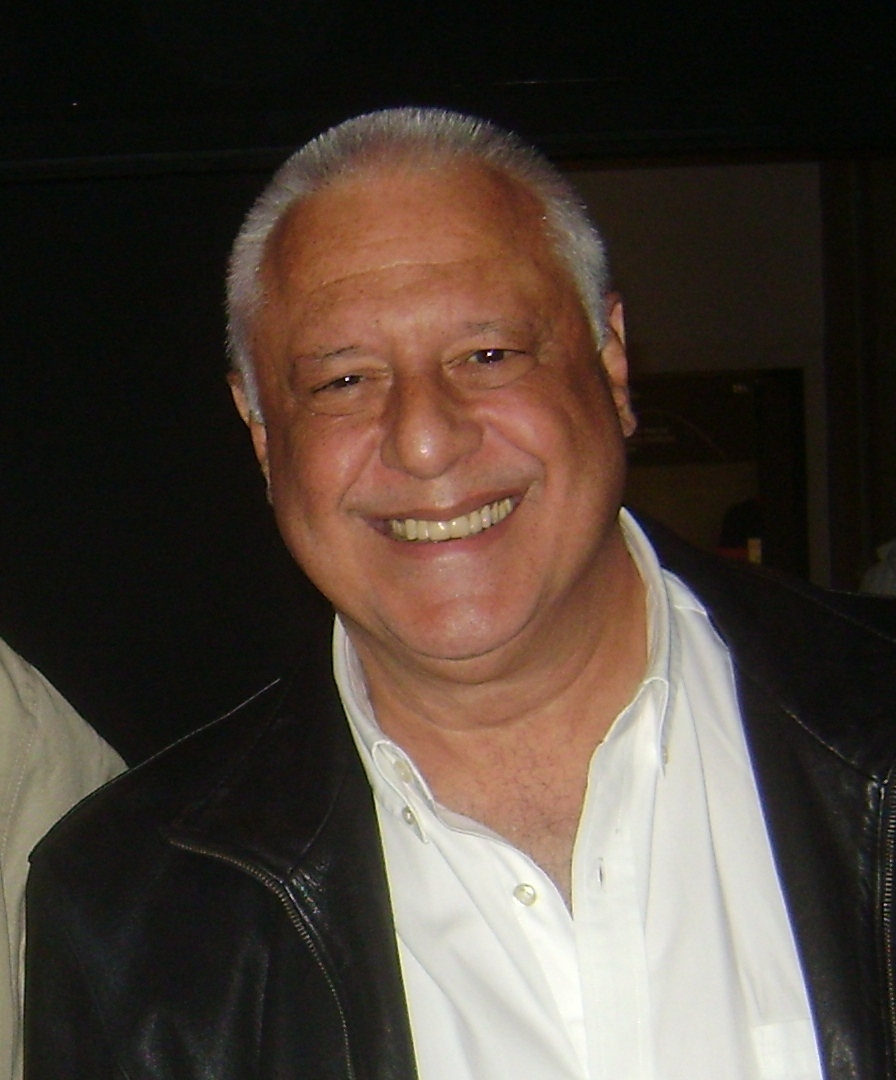
Antônio Fagundes interpretó al antagonista Ramiro.

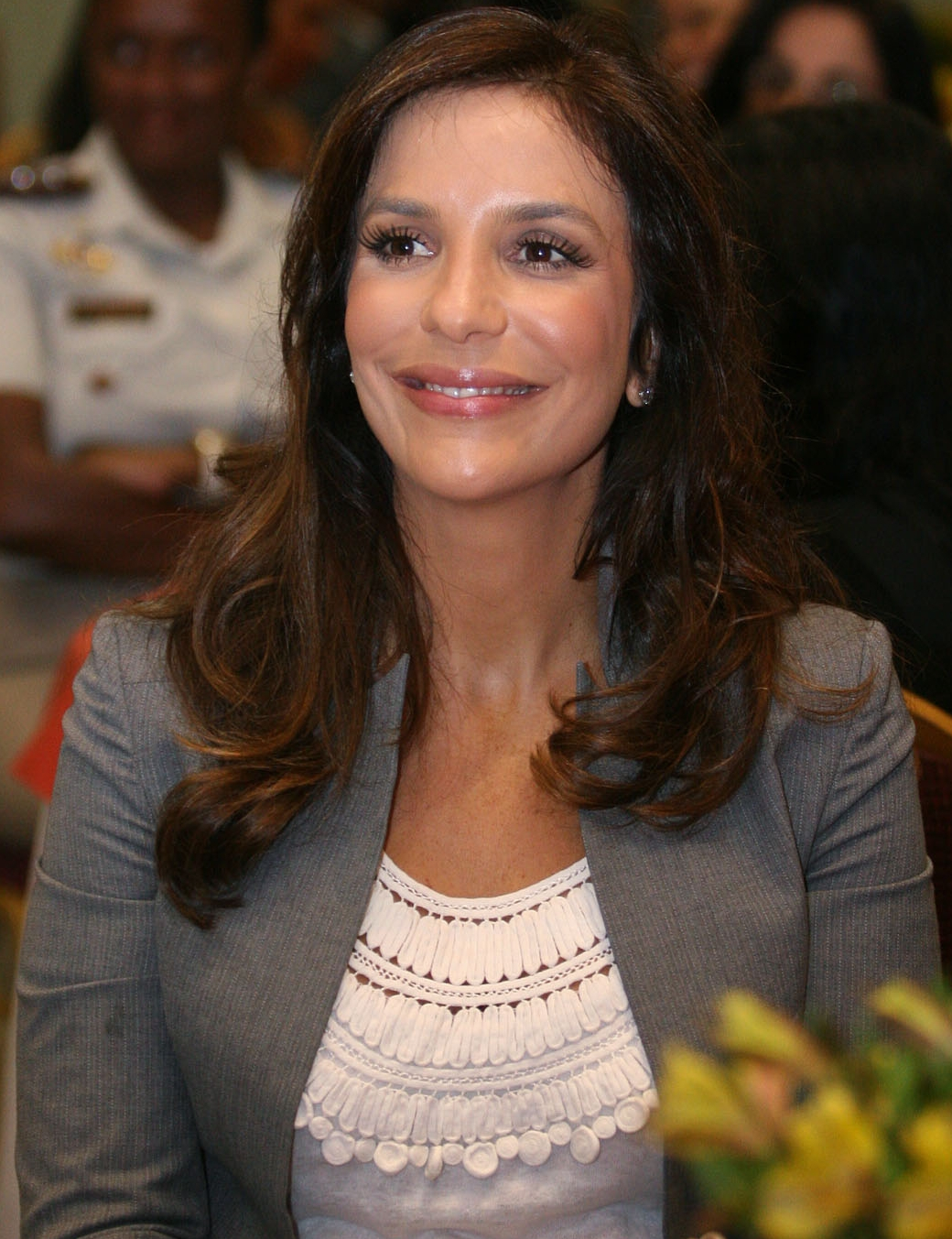
Ivete Sangalo interpretó a Maria Machadão.

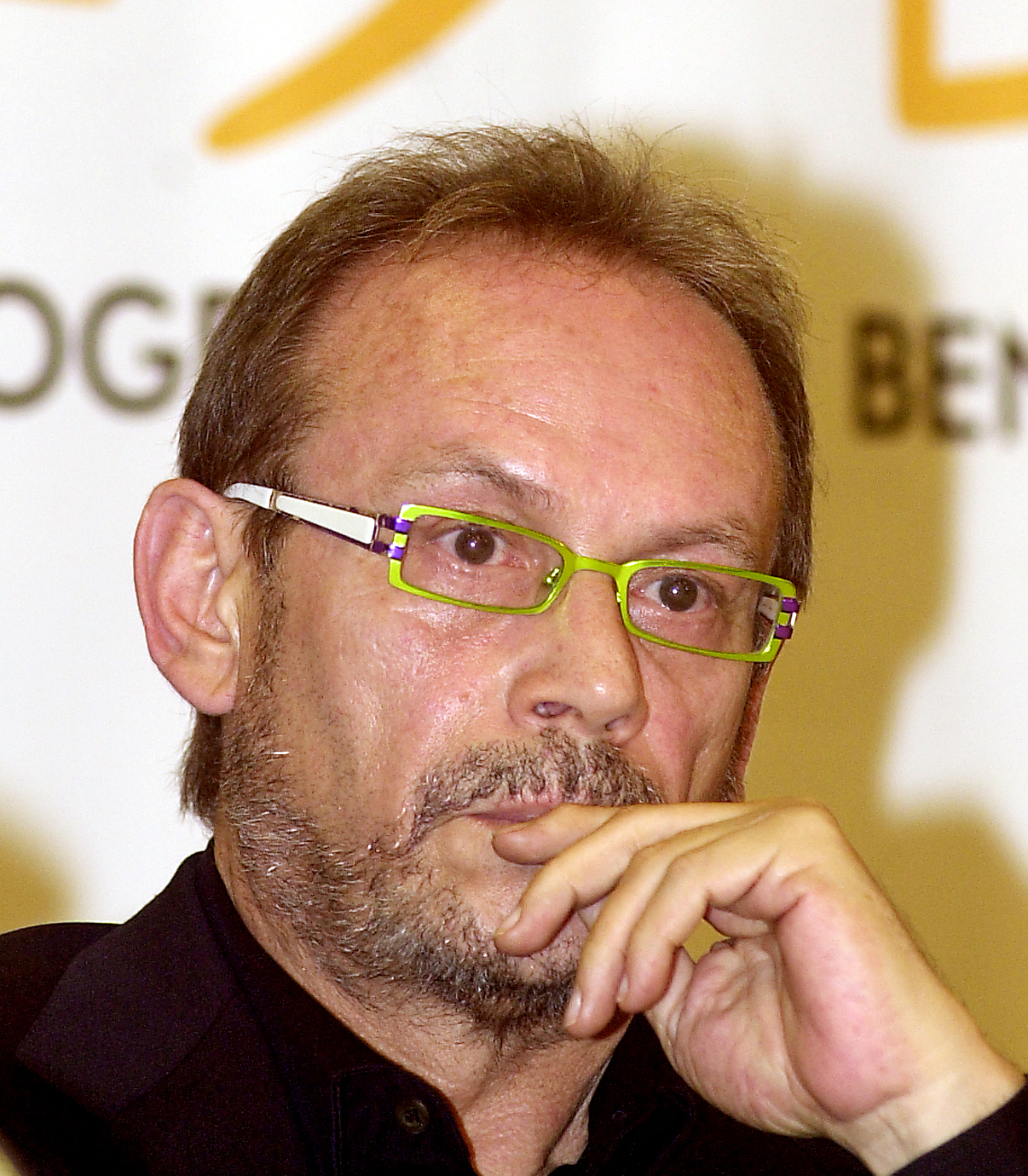
José Wilker interpretó a Jesuíno Mendonça.

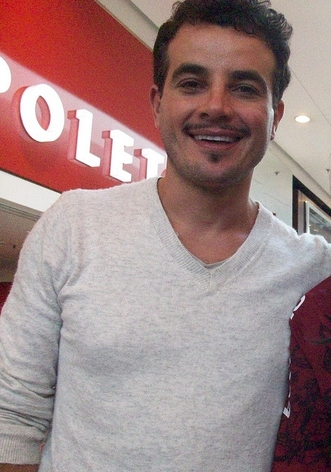
Anderson di Rizzi interpretó a Professor Josué.

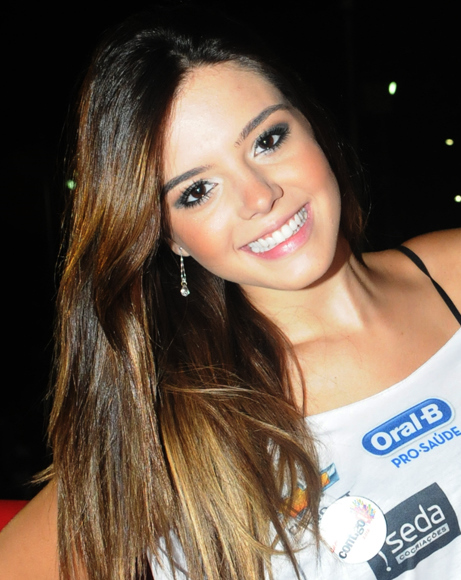
Giovanna Lancelotti interpretó a Lindinalva.

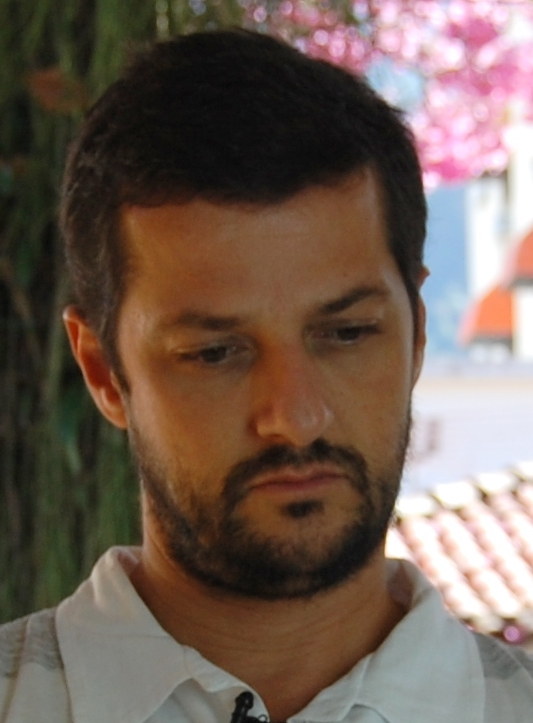
Marcelo Serrado interpretó a Tonico Bastos.

| Actor                 | Personaje                  | Interpretado(a) en la versión original por |
| --------------------- | -------------------------- | ------------------------------------------ |
| Juliana Paes          | Gabriela da Silva          | Sônia Braga                                |
| Humberto Martins      | Nacib Saad                 | Armando Bogus                              |
| Antônio Fagundes      | Coronel Ramiro Bastos      | Paulo Gracindo                             |
| José Wilker           | Coronel Jesuíno Mendonça   | Francisco Dantas                           |
| Mateus Solano         | Mundinho Falcão            | José Wilker                                |
| Maitê Proença         | Sinházinha Guedes Mendonça | Maria Fernanda                             |
| Ivete Sangalo         | Maria Machadão             | Eloísa Mafalda                             |
| Ary Fontoura          | Coronel Coriolano          | Rafael de Carvalho                         |
| Vanessa Giácomo       | Malvina Tavares            | Elizabeth Savalla                          |
| Henri Castelli        | Rômulo Vieira              | Marcos Paulo                               |
| Mauro Mendonça        | Manoel das Onças           |                                            |
| Laura Cardoso         | Doroteia                   |                                            |
| Chico Díaz            | Coronel Melk Tavares       | Gilberto Martinho                          |
| Erik Marmo            | Dr. Osmundo Pimentel       | João Paulo Adour                           |
| Leona Cavalli         | Zarolha                    | Dina Sfat                                  |
| Marcelo Serrado       | Tonico Bastos              | Fúlvio Stefanini                           |
| Suzana Pires          | Glória                     | Ana Maria Magalhães                        |
| Marco Pigossi         | Juvenal Leal               |                                            |
| Bete Mendes           | Florzinha Reis             |                                            |
| Luiza Valdetaro       | Jerusa Bastos              | Nívea Maria                                |
| Emílio Orciollo Netto | Príncipe Sandra            | Paulo César Pereio                         |
| Bruna Linzmeyer       | Anabela Fernandes Prado    | Neila Tavares                              |
| Emanuelle Araújo      | Teodora                    |                                            |
| Giovanna Lancellotti  | Lindinalva                 |                                            |
| Rodrigo Andrade       | Berto Leal                 | Mário Gomes                                |
| Amanda Richter        | Iracema                    |                                            |
| Fabiana Karla         | Olga Bastos                | Ângela Leal                                |
| Nelson Xavier         | Coronel Altino Brandão     |                                            |
| Suyane Moreira        | Mara                       |                                            |
| Bel Kutner            | Marinalva Tavares          |                                            |
| Fernanda Pontes       | Zuleika                    |                                            |
| Genézio de Barros     | Coronel Amâncio Leal       | Castro Gonzaga                             |
| Anderson di Rizzi     | Professor Josué            | Marco Nanini                               |
| Ilya São Paulo        | Dr. Pelópidas              | Ary Fontoura                               |
| Vera Zimmermann       | Conceição Bastos           |                                            |
| Neusa Maria Faro      | Arminda                    | Thelma Reston                              |
| Gero Camilo           | Miss Pirangi               |                                            |
| Nathália Rodrigues    | Natasha                    |                                            |
| Ildi Silva            | Quitéria                   |                                            |
| Rhavine Chrispim      | Raquel                     |                                            |
| Raquel Villar         | Iná                        |                                            |
| Lúcio Mauro           | Coronel Eustáquio          |                                            |
| Yaçanã Martins        | Néia                       |                                            |
| José Rubens Chachá    | Dr. Ezequiel               | Jayme Barcellos                            |
| Pascoal da Conceição  | João Fulgêncio             | Luiz Orioni                                |
| Claudio Mendes        | Dr. Maurício               | Paulo Gonçalves                            |
| Gustavo Mello         | Bento                      |                                            |
| Jackson Costa         | Clóvis                     |                                            |
| Izabella Bicalho      | Dona Rita                  |                                            |
| Ângela Rebello        | Quinquina dos Reis         |                                            |
| Renan Ribeiro         | Chico Moleza               | Tonico Pereira                             |
| Max Lima              | Tuísca                     | Cosme dos Santos                           |
| Carlos Betão          | Alceu                      |                                            |
| Harildo Deda          | Coronel Ribeirinho         |                                            |
| Widoto Áquila         | Loirinho                   |                                            |
| Daniel Ribeiro        | Clemente                   |                                            |
| Edmílson Barros       | Nhô Galo                   |                                            |
| Everton Machado       | Sete Voltas                |                                            |
| Everaldo Pontes       | Tío Silva                  |                                            |
| Clara Paixão          | Miquelina                  |                                            |
| Telma Souza           | Prazeres                   |                                            |
| Rejane Maia           | Zulmira                    |                                            |
| Jhe Oliveira          | Negro Fagundes             | Clementino Kelé                            |
| Frank Menezes         | Padre Basilio              |                                            |
| Neca Vila Lobos       | Sacristão Cosme            |                                            |
| Sergio Maciel         | Sacristão Damião           |                                            |
| Bertrand Duarte       | Alfredo Bastos             |                                            |
| Heloísa Jorge         | Fabiana                    |                                            |
| Anna Gabriela         | Maria Lupicínia            |                                            |
| Kaic Chagas           | Ladislau                   |                                            |
| Aicha Marques         | Matilde                    |                                            |

## Emisión
| País                               | Título local | Cadena(s)      | Primera Emisión          | Última Emisión          | Horario semanal  | Hora  |
| ---------------------------------- | ------------ | -------------- | ------------------------ | ----------------------- | ---------------- | ----- |
| Bandera de Brasil                  | Gabriela     | Rede Globo     | 18 de junio de 2012      | 26 de octubre de 2012   | Martes a viernes | 23:15 |
| Bandera de Portugal                | Gabriela     | SIC            | 10 de septiembre de 2012 | 20 de enero de 2013     | Lunes a viernes  | 22:30 |
| Bandera de Puerto Rico             | Gabriela     | WAPA-TV        | 5 de agosto de 2013      | 22 de octubre de 2013   | Lunes a viernes  | 14:00 |
| Bandera de Ecuador                 | Gabriela     | Ecuavisa       | 5 de agosto de 2013      | 1 de noviembre de 2013  | Lunes a viernes  | 22:45 |
| Bandera de Venezuela               | Gabriela     | Televen        | 24 de septiembre de 2013 | 4 de febrero de 2014    | Lunes a Sábados  | 23:00 |
| Bandera de la República Dominicana | Gabriela     | Tele Antillas  | 7 de octubre de 2013     | 10 de enero de 2014     | Lunes a viernes  | 14:00 |
| Bandera de Bolivia                 | Gabriela     | Unitel         | 14 de octubre de 2013    | 11 de diciembre de 2013 | Lunes a viernes  | 23:00 |
| Bandera de Uruguay                 | Gabriela     | VTV            | 11 de noviembre de 2013  | 27 de julio de 2014     | Lunes            | 00:00 |
| Bandera de Perú                    | Gabriela     | ATV            | 6 de enero de 2014       | 20 de marzo de 2014     | Lunes a viernes  | 22:00 |
| Bandera de Paraguay                | Gabriela     | SNT            | 23 de enero de 2014      | 9 de abril de 2014      | Lunes a viernes  | 22:00 |
| Bandera de Colombia                | Gabriela     | Citytv         | 3 de marzo de 2014       | 16 de mayo de 2014      | Lunes a viernes  | 22:10 |
| Bandera de Nicaragua               | Gabriela     | Canal 4        | 28 de abril de 2014      | 11 de julio de 2014     | Lunes a viernes  | 21:00 |
| Bandera de Costa Rica              | Gabriela     | Teletica       | 6 de enero de 2015       | 10 de abril de 2015     | Martes a viernes | 00:00 |
| Bandera de Italia                  | Gabriela     | Mediaset Extra | 30 de marzo de 2015      | 12 de junio de 2015     | Lunes a viernes  | 12:45 |
| Bandera de Honduras                | Gabriela     | Pasiones TV    | 11 de agosto de 2015     | TBA                     | Lunes a viernes  | 17:00 |
| Bandera de Costa Rica              | Gabriela     | Pasiones TV    | 11 de agosto de 2015     | TBA                     | Lunes a viernes  | 17:00 |
| Bandera de Guatemala               | Gabriela     | Pasiones TV    | 11 de agosto de 2015     | TBA                     | Lunes a viernes  | 17:00 |
| Bandera de El Salvador             | Gabriela     | Pasiones TV    | 11 de agosto de 2015     | TBA                     | Lunes a viernes  | 17:00 |
| Bandera de México                  | Gabriela     | Pasiones TV    | 11 de agosto de 2015     | TBA                     | Lunes a viernes  | 18:00 |
| Bandera de Perú                    | Gabriela     | Pasiones TV    | 11 de agosto de 2015     | TBA                     | Lunes a viernes  | 18:00 |
| Bandera de Ecuador                 | Gabriela     | Pasiones TV    | 11 de agosto de 2015     | TBA                     | Lunes a viernes  | 18:00 |
| Bandera de Colombia                | Gabriela     | Pasiones TV    | 11 de agosto de 2015     | TBA                     | Lunes a viernes  | 18:00 |
| Bandera de Venezuela               | Gabriela     | Pasiones TV    | 11 de agosto de 2015     | TBA                     | Lunes a viernes  | 18:30 |
| Bandera de Bolivia                 | Gabriela     | Pasiones TV    | 11 de agosto de 2015     | TBA                     | Lunes a viernes  | 19:00 |
| Bandera de Paraguay                | Gabriela     | Pasiones TV    | 11 de agosto de 2015     | TBA                     | Lunes a viernes  | 19:00 |
| Bandera de Chile                   | Gabriela     | Pasiones TV    | 11 de agosto de 2015     | TBA                     | Lunes a viernes  | 20:00 |
| Bandera de Argentina               | Gabriela     | Pasiones TV    | 11 de agosto de 2015     | TBA                     | Lunes a viernes  | 20:00 |
| Bandera de Uruguay                 | Gabriela     | Pasiones TV    | 11 de agosto de 2015     | TBA                     | Lunes a viernes  | 20:00 |
| Bandera de España                  | Gabriela     | Divinity       | TBA                      | TBA                     | TBA              | TBA   |
| Bandera de Estonia                 | Gabriela     | ATV            | TBA                      | TBA                     | TBA              |       |
| Bandera de El Salvador             | Gabriela     | Canal 4        | 14 de marzo de 2016      | TBA                     | 14:00            |       |
| Bandera de Guatemala               | Gabriela     | Canal 3        | 14 de marzo de 2016      | TBA                     | 13:00            | TBA   |
| Bandera de Honduras                | Gabriela     | Telecadena     | 14 de marzo de 2016      | TBA                     | 13:00            | TBA   |
| Bandera de México                  | Gabriela     | Azteca Trece   | TBA                      | TBA                     | TBA              | TBA   |

## Premios y nominaciones
| Año  | Premio                    | Categoría                | Nominados                            | Resultado | Ref    |
| ---- | ------------------------- | ------------------------ | ------------------------------------ | --------- | ------ |
| 2012 | Prêmio Extra de Televisão | Mejor actor              | Antônio Fagundes                     | Nominado  | [ 33 ] |
| 2012 | Prêmio Extra de Televisão | Actor de reparto         | José Wilker                          | Nominado  | [ 33 ] |
| 2012 | Prêmio Extra de Televisão | Mejor novela de figura   | Gabriela                             | Nominada  | [ 33 ] |
| 2012 | Prêmio Extra de Televisão | Mejor Maquillaje         | Gabriela                             | Nominada  | [ 33 ] |
| 2012 | Prêmio Extra de Televisão | Mejor novela             | Walcyr Carrasco                      | Nominada  | [ 33 ] |
| 2012 | Prêmio Quem               | Mejor actor              | Antônio Fagundes                     | Nominado  | [ 34 ] |
| 2012 | Prêmio Quem               | Mejor actor              | Humberto Martins                     | Nominado  | [ 34 ] |
| 2012 | Prêmio Quem               | Mejor actor              | Marcelo Serrado                      | Nominado  | [ 34 ] |
| 2012 | Prêmio Quem               | Mejor actriz             | Juliana Paes                         | Nominada  | [ 34 ] |
| 2012 | Prêmio Quem               | Mejor actor de reparto   | Marco Pigossi                        | Nominado  | [ 34 ] |
| 2012 | Prêmio Quem               | Mejor actor de reparto   | Rodrigo Andrade                      | Nominado  | [ 34 ] |
| 2012 | Prêmio Quem               | Mejor actriz de reparto  | Giovanna Lancellotti                 | Ganadora  | [ 34 ] |
| 2012 | Prêmio Quem               | Mejor actriz de reparto  | Laura Cardoso                        | Nominada  | [ 34 ] |
| 2012 | Prêmio Quem               | Mejor actriz de reparto  | Leona Cavalli                        | Nominada  | [ 34 ] |
| 2012 | Prêmio Quem               | Mejor actriz de reparto  | Luiza Valdetaro                      | Nominada  | [ 34 ] |
| 2012 | Prêmio Quem               | Mejor autor              | Walcyr Carrasco                      | Nominado  | [ 34 ] |
| 2013 | Prêmio Contigo! de TV     | Mejor novela             | Walcyr Carrasco                      | Nominada  | [ 35 ] |
| 2013 | Prêmio Contigo! de TV     | Mejor actor de novela    | Humberto Martins                     | Nominado  | [ 35 ] |
| 2013 | Prêmio Contigo! de TV     | Mejor actor de novela    | Antônio Fagundes                     | Nominado  | [ 35 ] |
| 2013 | Prêmio Contigo! de TV     | Mejor actor de novela    | José Wilker                          | Nominado  | [ 35 ] |
| 2013 | Prêmio Contigo! de TV     | Mejor actriz de novela   | Juliana Paes                         | Nominada  | [ 35 ] |
| 2013 | Prêmio Contigo! de TV     | Mejor actriz de novela   | Luiza Valdetaro                      | Nominada  | [ 35 ] |
| 2013 | Prêmio Contigo! de TV     | Mejor actor de reparto   | Marcelo Serrado                      | Nominado  | [ 35 ] |
| 2013 | Prêmio Contigo! de TV     | Mejor actor de reparto   | Rodrigo Andrade                      | Nominado  | [ 35 ] |
| 2013 | Prêmio Contigo! de TV     | Mejor actor de reparto   | Gero Camilo                          | Nominado  | [ 35 ] |
| 2013 | Prêmio Contigo! de TV     | Mejor actriz de reparto  | Giovanna Lancellotti                 | Nominada  | [ 35 ] |
| 2013 | Prêmio Contigo! de TV     | Mejor actriz de reparto  | Laura Cardoso                        | Nominada  | [ 35 ] |
| 2013 | Prêmio Contigo! de TV     | Mejor actriz de reparto  | Vanessa Giácomo                      | Nominada  | [ 35 ] |
| 2013 | Prêmio Contigo! de TV     | Revelación de TV         | Ivete Sangalo                        | Ganadora  | [ 35 ] |
| 2013 | Prêmio Contigo! de TV     | Mejor actor infantil     | Max Lima                             | Nominado  | [ 35 ] |
| 2013 | Prêmio Contigo! de TV     | Mejor actor infantil     | Filipe Giménez                       | Nominado  | [ 35 ] |
| 2013 | Prêmio Contigo! de TV     | Mejor actor infantil     | Gustavo Mello                        | Nominado  | [ 35 ] |
| 2013 | Prêmio Contigo! de TV     | Mejor actor infantil     | Kaic Crescente                       | Nominado  | [ 35 ] |
| 2013 | Prêmio Contigo! de TV     | Mejor actriz infantil    | Anna Gabriela Marques                | Nominada  | [ 35 ] |
| 2013 | Prêmio Contigo! de TV     | Melhor Autor de Novela   | Walcyr Carrasco                      | Nominada  | [ 35 ] |
| 2013 | Prêmio Contigo! de TV     | Mejor director de novela | Mauro Mendonça Filho e Roberto Talma | Nominados | [ 35 ] |